# Ланове (Березівський район)
Ла́нове — село Березівської міської громади у Березівському районі Одеської області в Україні. Населення становить 225 осіб.

## Населення
Згідно з переписом 1989 року населення села становило 390 осіб, з яких 177 чоловіків та 213 жінок.
За переписом населення 2001 року в селі мешкало 225 осіб.

### Мова
Розподіл населення за рідною мовою за даними перепису 2001 року:
| Мова       | Чисельність | Відсоток |
| ---------- | ----------- | -------- |
| українська | 210         | 93,33%   |
| російська  | 11          | 4,89%    |
| румунська  | 4           | 1,78%    |
| Усього     | 225         | 100%     |